# Едмондо Фаббрі
Едмондо Фаббрі (італ. Edmondo Fabbri, * 16 листопада 1921, Кастель-Болоньєзе — † 8 липня 1995, Кастель-Сан-П'єтро-Терме) — колишній італійський футболіст, фланговий півзахисник. По завершенні ігрової кар'єри — футбольний тренер, один з очільників тренерського штабу збірної Італії у 1960-х роках.
Як гравець насамперед відомий виступами за клуб «Парма».
Дворазовий володар Кубка Італії (як тренер).

## Клубна кар'єра
У дорослому футболі дебютував 1938 року виступами за команду клубу «Імола», в якій провів один сезон, взявши участь у 12 матчах чемпіонату.
Згодом з 1939 по 1951 рік грав у складі команд клубів «Форлі», «Аталанта», «Амброзіана-Інтер», «Фаенца», «Інтернаціонале», «Сампдорія», «Аталанта» та «Брешія».
Своєю грою за останню команду привернув увагу представників тренерського штабу клубу «Парма», до складу якого приєднався 1951 року. Відіграв за пармську команду наступні чотири сезони своєї ігрової кар'єри. Більшість часу, проведеного у складі «Парми», був основним гравцем команди. У складі «Парми» був одним з головних бомбардирів команди, маючи середню результативність на рівні 0,39 голу за гру першості.
Завершив професійну ігрову кар'єру у клубі «Мантова», за команду якого виступав протягом 1955—1957 років.

## Виступи за збірну
1942 року залучався до складу молодіжної збірної Італії. На молодіжному рівні зіграв в одному офіційному матчі.

## Кар'єра тренера
Розпочав тренерську кар'єру відразу ж по завершенні кар'єри гравця, 1957 року, очоливши тренерський штаб свого останнього клубу «Мантова». За чотири сезони з 1957 по 1961 рік зумів вивести команду з четвертого за силою дивізіону італійського футболу (Серії IV) до найвищого (Серії A). У своєму дебютному сезоні 1961–62 в Серії A команді-новачку вдалося фінішувати у верхній половині турнірної таблиці (9 місце).
Тож не дивно, що при виборі нового головного тренера національної збірної Італії, посада якого звільнилася після невдалого виступу національної команди на чемпіонаті світу 1962 року, керівництво Італійської федерації футболу звернуло увагу на Фаббрі. Молодий тренер прийняв пропозицію очолити збірну та розпочав її підготовку до чемпіонату світу 1966. На цьому турнірі італійці також виступили невдало, не вийшовши з групи на першому етапі змагання, насамперед через сенсаційну поразку від збірної КНДР. Після припинення збірною Італії боротьби на світовій першості її головний тренер пішов у відставку.
1967 року повернувся до італійського клубного футболу, очолював команди клубів «Торіно», «Болонья», «Кальярі» та «Тернана». З першими двома командами досягав перемог у розіграшах Кубка Італії.
Останнім місцем тренерської роботи був клуб «Пістоєзе», команду якого Едмондо Фаббрі очолював як головний тренер до 1981 року.

## Титули і досягнення

### Як тренера
- Володар Кубка Італії (2):

«Торіно»: 1967-68
«Болонья»: 1969-70